# 1898 en Grèce
Chronologie de la Grèce
- 1894
- 1895
- 1896
- 1897
- 1898
- 1899
- 1900
- 1901
- 1902

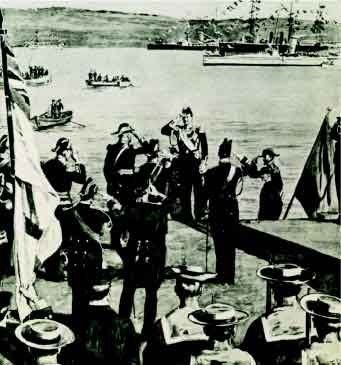
Le prince Georges de Grèce arrive à Souda pour prendre ses fonctions de haut-commissaire de la Crète autonome.

Cette page concerne les évènements survenus en 1898 en Grèce  :

## Évènement
- Fin de la révolte crétoise contre l'occupation ottomane de l'île.
- 21 décembre : Georges de Grèce est désigné haut-commissaire de la Crète autonome.

## Création
- Recherche (en), journal en langue française.

## Dissolution
- Epi ta proso (en), journal publié à Patras

## Naissance
- Konstantínos Dóvas, Premier-ministre.
- Irini Galanou (el), écrivaine.
- Dimitris Giannoukakis (d) (1898-1991), peintre.
- Léla Karayiánni, résistante.
- Sémni Karoúzou, archéologue.
- Achilleas Kyrou (el), écrivain.
- Oréstis Makrís, acteur et chanteur.
- Aléxis Minotís, acteur et metteur en scène.
- Stéfanos Stefanópoulos, personnalité politique.
- Irini Varoucha-Christodoulopoulou (el), archéologue.

## Décès
- Konstantinos Athanasiou (d), photographe.
- Sotírios Sotirópoulos, Premier-ministre.